# Alaskan Klee Kai
El Alaskan Klee Kai  es una raza canina de tipo spitz proveniente de Estados Unidos de América. "Klee Kai" deriva del idioma atabascano, cuyo significado es "perro pequeño". La raza fue desarrollada para crear un perro en miniatura del Alaska Husky (una mezcla de raza de perro utilizado para las carrera de trineo), resultando en un enérgico perro inteligente, con un aspecto que refleja su herencia del norte.

## Historia
La raza fue desarrollada en Wasilla, Alaska, Estados Unidos, a mediados de la década de 1970 por Linda S. Spurlin, después de que observara el resultado de un apareamiento accidental entre un Alaska Husky y un pequeño perro desconocido. La raza se desarrolló con la raza Husky siberiano y Alaska Huskies, con Schipperke y American Eskimo, para reducir el tamaño sin enanismo. Ella crio a estos perros en privado hasta que los presentó al público en 1988. Aunque originalmente fue llamado "Klee Kai", la raza se consolidó con el nuevo nombre de Alaskan Klee Kai en el año 2002. Fue reconocida oficialmente por la American Rare Breed Asociación (ARBA) en 1995 y por el Kennel Club Unidos (UKC) el 1 de enero de 1997.

## Descripción
Es muy similar al perro esquimal siberiano, aunque hay diferencias físicas: el tamaño, el hocico corto, las orejas más grandes y una mayor posición de la cola, que los hace fácilmente distinguibles de la de Siberia.
Es una raza con variedad de colores. El blanco y negro pueden aparecer con fuertes contrastes o con una dilución a los colores grises. Además, hay algunos con variedad de colores rojizos y blancos, parecidos al color canela o caoba oscuro con tonos blancos.
La mayoría de los Klee Kai rara vez requerirán de un baño. Cambian el pelaje dos veces al año, en algunas ocasiones aceleran la caída rozándose contra las cercas. Es un animal autosuficiente en su aseo, con la excepción del recorte de la uñas.
Es un perro inteligente, activo, rápido, ágil y curioso que se convierte rápidamente en una parte integral de cualquier familia que decida adoptar uno. A diferencia del perro esquimal siberiano al que se parece, el Alaskan Klee Kai es distante y desconfiado con los extraños, y por esto son buenos perros guardianes. No tolera ser maltratado.

## Salud
El Alaska Klee Kai es propenso a desarrollar cataratas juveniles, afectaciones del hígado, deficiencia de factor VII y problemas cardiacos. También se han encontrado problemas de la tiroides. Debido al reciente desarrollo de la raza, es posible que todavía sea imposible determinar la prevalencia de enfermedades genéticas para esta raza. Se considera una raza relativamente saludable.